# Helge Meeuw
Helge Folkert Meeuw (Wiesbaden, 29 agosto 1984) è un ex nuotatore tedesco.
Specializzato nel dorso e nella farfalla, ha vinto la medaglia d'argento nella staffetta 4x100 m misti alle Olimpiadi di Atene 2004, pur nuotando solamente in batteria. A Pechino 2008 ha ottenuto i seguenti risultati: 19º nei 100 m dorso e 9º nei 200 m dorso.
È stato primatista mondiale della staffetta 4x50 m misti.

## Palmarès
- Giochi olimpici

Atene 2004: argento nella 4x100m misti.
- Mondiali

Barcellona 2003: bronzo nella 4x200m sl.
Roma 2009: argento nei 100m dorso e nella 4x100m misti.
Shanghai 2011: bronzo nella 4x100m misti.
- Mondiali in vasca corta

Shanghai 2006: bronzo nei 50m dorso e nei 100m dorso.
- Europei

Budapest 2006: oro nei 50m dorso.
Debrecen 2012: argento nei 100m dorso e nella 4x100m misti.
- Europei in vasca corta

Vienna 2004: bronzo nei 50m dorso.
Trieste 2005: argento nei 200m farfalla.
Helsinki 2006: oro nei 50m dorso e nella 4x50m misti, argento nei 100m dorso e nei 200m dorso.
Debrecen 2007: argento nei 50m dorso e bronzo nei 100m dorso.
Fiume 2008: bronzo nei 100m dorso.
- Universiadi

Bangkok 2007: oro nei 100m dorso e nei 200m dorso.
Belgrado 2009: argento nei 100m dorso.
- Europei giovanili

Malta 2001: oro nella 4x100m sl, argento nella 4x200m sl e bronzo nella 4x100m misti.
Linz 2002: oro nella 4x100m misti, argento nella 4x100m sl e bronzo nei 200m dorso.